# معركة نانجنغ

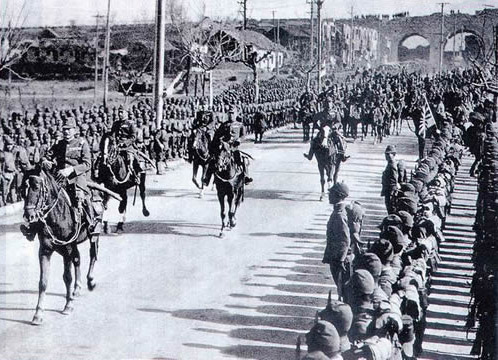

معركة نانجنغ (بالإنجليزية: Nanking أو Nanjing) هي معركة اندلعت في أوائل ديسمبر من عام 1937 خلال الحرب اليابانية الصينية الثانية بين الجيش الوطني الثوري الصيني وجيش اليابان الإمبراطوري من أجل السيطرة على مدينة نانجنغ، عاصمة جمهورية الصين (1912–1949).
عقب اندلاع الحرب بين اليابان والصين في يوليو 1937، حاولت الحكومة اليابانية في بداية الأمر كبح القتال وعملت على التوصل إلى تسوية للحرب بالتفاوض. غير أن التوسعيين سادوا الجيش الياباني بعد النصر في معركة شنغهاي، وفي الأول من ديسمبر أعطي تصريح رسمي بإرسال حملة للاستيلاء على نانجنغ. أوكلت مهمة احتلال نانجنغ إلى الجنرال ايواني ماتسوي، قائد الجيش الياباني لمنطقة وسط الصين، الذي رأى أن الاستيلاء على نانجنغ سيرغم الصين على الاستسلام وبالتالي إنهاء الحرب. قرر القائد الصيني شيانغ كاي شيك في نهاية المطاف أن يدافع عن المدينة وعيّن تانغ شينغزي قائدًا على حامية نانجنغ العسكرية، وهي جماعة من الجيش كُوِّنت على عجل من المجندين الإلزاميين المحليين وبقية الوحدات الصينية التي قاتلت في شانغهاي.
زحف الجنود اليابانيون من شانغهاي إلى نانجنغ بسرعة متهورة، ملحقين الهزيمة السريعة بجماعات المقاومة الصينية. وبحلول 9 ديسمبر، كانوا قد وصلوا إلى الخط الدفاعي الأخير، خط فوكوي، الذي كانت أسوار نانجنغ المحصنة تقوم خلفه. في 10 ديسمبر، أمر ماتسوي بشن هجوم شامل على نانجنغ، وبعد أقل من يومين من الاشتباك الكثيف، قرر شيانغ أن يتخلى عن المدينة. قبل الفرار، أمر تانغ رجاله أن يبدؤوا هجومًا منسقًا لكسر الحصار الياباني، لكن نانجنغ كانت قد حوصرت على نطاق واسع بحلول هذا الوقت وباتت دفاعاتها على شفا التداعي. انهارت معظم وحدات تانغ ببساطة، وتخلص معظم الجنود من أسلحتهم وملابسهم في الشوارع على أمل الاختباء بين سكان المدينة من المدنيين.
بعد الاستيلاء على المدينة، ارتكب الجنود اليابانيون مذبحة بحق أسرى الحرب الصينيين، وقتلوا المدنيين، واقترفوا أعمال نهب واغتصاب في حادثة عُرفت باسم مذبحة نانجنغ. ورغم أن انتصار الجيش الياباني أثار حماسة عناصره وشجعهم، فقد لطخت المذبحة اللاحقة سمعتهم في أعين العالم. وعلى عكس توقعات ماتسوي، لم تستسلم الصين واستمرت الحرب اليابانية الصينية الثانية لثمانية أعوام أخرى.

## التمهيد للمعركة

### قرار اليابان بالاستيلاء على نانجنغ
بدأ النزاع الذي سيُعرف لاحقًا باسم «الحرب اليابانية الصينية الثانية» في 7 يوليو 1937، بمناوشة عند جسر ماركو بولو تصاعدت بسرعة لتتحول إلى حرب تامة الأركان في شمال الصين بين الجيشين الصيني والياباني. وقد أرادت الصين تلافي المواجهة الحاسمة في الشمال، لذا فتحت عوضًا عن ذلك جبهة ثانية من خلال مهاجمة وحدات يابانية في شنغهاي وسط الصين. رد اليابانيون عن طريق إرسال جيش حملة شنغهاي، بقيادة الجنرال ايواني ماتسوي، بهدف استدراج الجيش الصيني بعيدًا عن شنغهاي. أجبرت الاشتباكات الكثيفة في شنغهاي الأركان العامة للجيش الياباني، التي كانت تتولى مسؤولية العمليات العسكرية، على إمداد جيش حملة شنغهاي مرارًا وتكرارًا. وفي نهاية المطاف في 9 نوفمبر، أُنزِل جيش آخر جديد بالكامل، هو الجيش العاشر بقيادة الفريق هيسوكي ياناغاوا، في خليج هانغتشو إلى الجنوب من شنغهاي.
رغم نجاح وصول الجيش العاشر في إجبار الجيش الصيني على الانسحاب من شنغهاي، كانت الأركان العامة للجيش الياباني قد قررت أن تتبنى سياسة غير توسعية من ناحية الأعمال العدوانية بهدف إنهاء الحرب. وفي 7 نوفمبر، حدد قائد الأمر الواقع، نائب رئيس الأركان هاياو تادا، خط وقف عمليات لمنع القوات من مغادرة منطقة شنغهاي، أو –بصيغة أدق- التوجه إلى الغرب من مدينتي سوجو وجياشينغ الصينيتين. تقع مدينة نانجنغ على بعد 300 كم (186 ميلًا) إلى الغرب من شنغهاي.
وقد ظهر خلاف كبير في الرأي بين الحكومة اليابانية وجيشيها، جيش حملة شنغهاي والجيش العاشر، اللذين توحدا اسميًا منذ نوفمبر تحت إمرة الجيش الياباني لمنطقة وسط الصين بقيادة قائد جيش حملة شنغهاي ايواني ماتسوي. أوضح ماتسوي لمسؤوليه حتى قبل مغادرته إلى شنغهاي أنه يريد الزحف إلى نانجنغ، كان مقتنعًا أن الاستيلاء على العاصمة الصينية نانجنغ سيمهد لسقوط حكومة الصين الوطنية بالكامل، فيمنح اليابان بالتالي انتصارًا تامًا وسريعًا في حربها على الصين. كانا ياناغاوا يتوق إلى غزو نانجنغ بنفس الدرجة، وأبدا الرجلان استياءهما من خط وقف العمليات الذي فُرض عليهما من قبل الأركان العامة للجيش.
وفي 19 نوفمبر، أمر ياناغاوا الجيش العاشر بملاحقة القوات الصينية المنسحبة خلف خط وقف العمليات إلى نانجنغ، في خرق صارخ للأوامر. حين اكتشف تادا هذا في اليوم التالي، أمر ياناغاوا بالتوقف فورًا، لكنه تجاهل أوامره. بذل ماتسوي بعض الجهد كي يكبح ياناغاوا، لكنه أخبره كذلك أن بوسعه إرسال بعض الوحدات المتقدمة إلى ما بعد الخط. وفي الحقيقة، كان ماتسوي متعاطفًا بشدة مع إجراءات ياناغاوا. وبعد بضعة أيام في 22 نوفمبر، أرسل ماتسوي برقية مستعجلة إلى الأركان العامة للجيش قال فيها «من أجل حل هذه الأزمة بسرعة، نحتاج أن نستغل الحظ العاثر الحالي للعدو ونغزو نانجنغ... بالتزامنا بخط وقف العمليات في هذه المرحلة، فلسنا نضحي بفرصتنا في الغلبة وحسب، بل لفعلنا أيضًا أثر مشجع للعدو على شحن قواه القتالية واستعادة روحه القتالية، وثمة احتمال أن تحطيم إرادة العدو لشن الحرب سيصبح أصعب».
في هذه الأثناء، مع تجاوز المزيد والمزيد من الوحدات اليابانية لخط وقف العمليات، كان تادا أيضًا يتعرض لضغط من داخل الأركان العامة للجيش. اقتنع العديد من زملاء تادا ومرؤوسيه، ومن بينهم رئيس قسم العمليات ذو النفوذ في الأركان العامة سادامو شيمومورا، بوجهة نظر ماتسوي وأرادوا من تادا أن يوافق على غزو نانجنغ. وفي 24 نوفمبر، قَبِل تادا أخيرًا وألغى خط وقف العمليات «بسبب ظروف خارجة عن الإرادة»، ثم وافق على مضض بعد عدة أيام على عملية الاستيلاء على نانجنغ. ذهب تادا إلى شنغهاي بالطائرة شخصيًا في 1 ديسمبر لينقل أوامره، رغم أن وحدات جيشه كانت قد تقدمت مسافة طويلة في طريقها نحو نانجنغ بحلول ذلك الوقت.